# Chelsea Football Club 2021-2022
Questa pagina raccoglie i dati riguardanti il Chelsea Football Club nelle competizioni ufficiali della stagione 2021-2022.

## Stagione

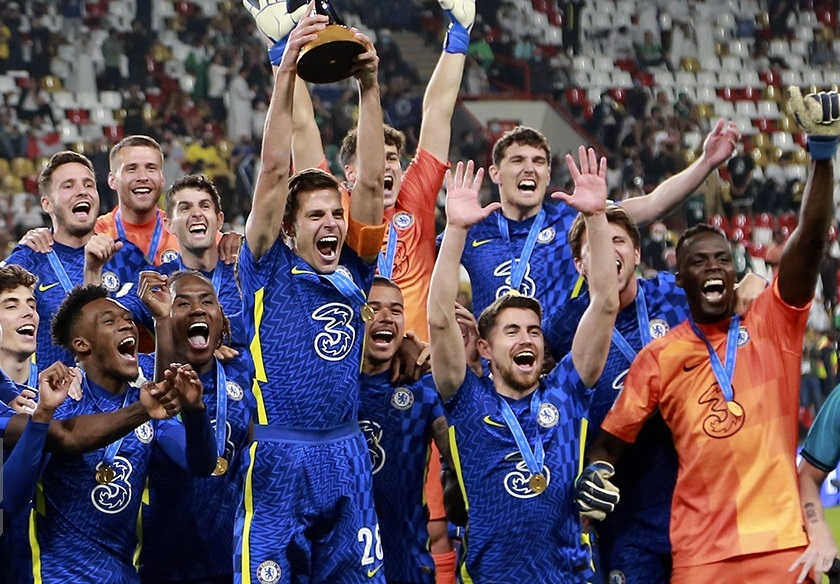
Il capitano César Azpilicueta alza al cielo la Coppa del mondo per club, conquistata per la prima volta nella storia del Chelsea.

In vista della nuova stagione, i campioni d'Europa in carica non lesinano sforzi sul mercato: i Blues, infatti, acquistano il centravanti Lukaku dall'Inter per 115 milioni di euro, facendone l'acquisto più costoso nella loro storia. Per rinforzare il centrocampo, arriva in prestito lo spagnolo Saúl dall'Atlético Madrid. In uscita, oltre al terzo portiere Caballero (sostituito da Bettinelli), si registrano le partenze dei centravanti Giroud e Abraham, ceduti rispettivamente a Milan e Roma, e quelle dei difensori Zouma e Palmieri, che si trasferiscono al West Ham Utd e all'Olympique Lione. La stagione inizia ufficialmente con la vittoria nella finale della Supercoppa UEFA contro il Villarreal, battuto per 6-5 ai tiri di rigore dopo l'1-1 al termine dei tempi supplementari. In Premier League i Blues fanno registrare una buona partenza e alla 7ª giornata si prendono la vetta solitaria della classifica, conservandola fino alla 14ª giornata: nel turno successivo, infatti, il Chelsea perde con il West Ham Utd e si vede scavalcato da Manchester City e Liverpool. Il girone d'andata si chiude al terzo posto. All'inizio del girone di ritorno, la squadra si defila progressivamente dalla lotta per il titolo, pur mantenendo un vantaggio rassicurante sul quinto posto, e termina terza. Nelle coppe nazionali arrivano due sconfitte in finale, entrambe contro il Liverpool ai tiri di rigore, in League Cup per 11-10 e in FA Cup per 6-5. In Champions League, dopo aver chiuso il proprio raggruppamento al secondo posto, il Chelsea supera il Lilla agli ottavi di finale, ma esce sconfitto dall'incrocio contro il Real Madrid ai quarti di finale. Nella Coppa del mondo per club, i Blues superano l'Al-Hilal in semifinale e il Palmeiras in finale, conquistando per la prima volta nella loro storia il titolo mondiale.

## Maglie e sponsor
|  | Casa | Trasferta | Terza divisa |

## Rosa

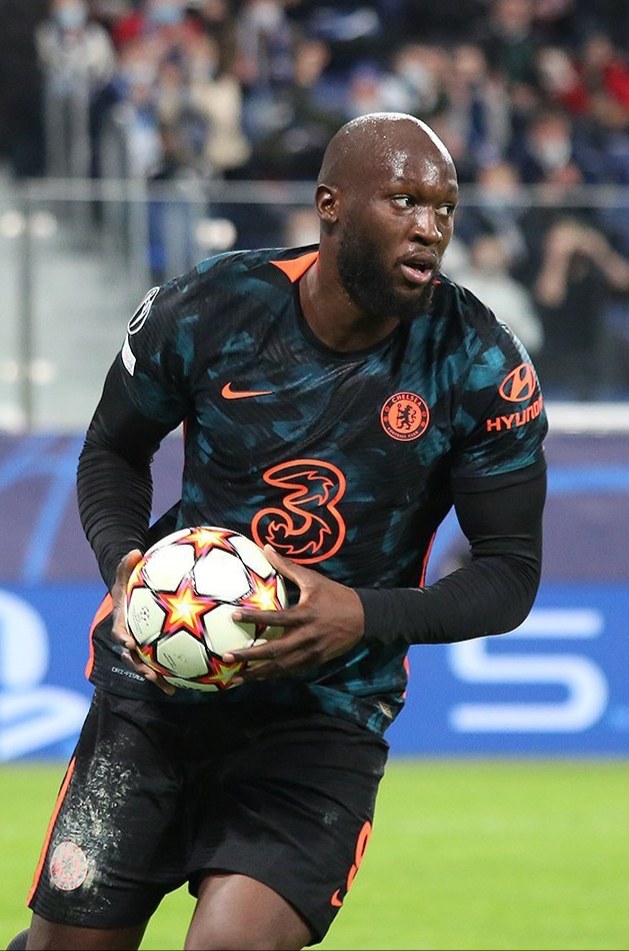
Romelu Lukaku torna a vestire la maglia del dopo otto anni.

Rosa, numerazione e ruoli sono aggiornati al 31 agosto 2021.
| N. |                        | Ruolo | Calciatore               |
| -- | ---------------------- | ----- | ------------------------ |
| 1  | Spagna (bandiera)      | P     | Kepa Arrizabalaga        |
| 2  | Germania (bandiera)    | D     | Antonio Rüdiger          |
| 3  | Spagna (bandiera)      | D     | Marcos Alonso            |
| 4  | Danimarca (bandiera)   | D     | Andreas Christensen      |
| 5  | Italia (bandiera)      | C     | Jorginho (vice-capitano) |
| 6  | Brasile (bandiera)     | D     | Thiago Silva             |
| 7  | Francia (bandiera)     | C     | N'Golo Kanté             |
| 8  | Croazia (bandiera)     | C     | Mateo Kovačić            |
| 9  | Inghilterra (bandiera) | A     | Tammy Abraham            |
| 9  | Belgio (bandiera)      | A     | Romelu Lukaku            |
| 10 | Stati Uniti (bandiera) | C     | Christian Pulisic        |
| 11 | Germania (bandiera)    | A     | Timo Werner              |
| 12 | Inghilterra (bandiera) | C     | Ruben Loftus-Cheek       |
| 13 | Inghilterra (bandiera) | P     | Marcus Bettinelli        |
| 14 | Inghilterra (bandiera) | D     | Trevoh Chalobah          |
| 15 | Francia (bandiera)     | D     | Kurt Zouma               |

| N. |                        | Ruolo | Calciatore                   |
| -- | ---------------------- | ----- | ---------------------------- |
| 16 | Senegal (bandiera)     | P     | Edouard Mendy                |
| 17 | Spagna (bandiera)      | C     | Saúl Ñíguez                  |
| 18 | Inghilterra (bandiera) | C     | Ross Barkley                 |
| 19 | Inghilterra (bandiera) | C     | Mason Mount                  |
| 20 | Inghilterra (bandiera) | C     | Callum Hudson-Odoi           |
| 21 | Inghilterra (bandiera) | D     | Ben Chilwell                 |
| 22 | Marocco (bandiera)     | C     | Hakim Ziyech                 |
| 24 | Inghilterra (bandiera) | D     | Reece James                  |
| 27 | Inghilterra (bandiera) | C     | Tino Anjorin                 |
| 28 | Spagna (bandiera)      | D     | César Azpilicueta (capitano) |
| 29 | Germania (bandiera)    | C     | Kai Havertz                  |
| 31 | Francia (bandiera)     | D     | Malang Sarr                  |
| 33 | Italia (bandiera)      | D     | Emerson Palmieri             |
| 36 | Finlandia (bandiera)   | P     | Lucas Bergström              |
| 44 | Galles (bandiera)      | D     | Ethan Ampadu                 |

## Calciomercato

### Sessione estiva
| Acquisti         | Acquisti           | Acquisti        | Acquisti                   |
| R.               | Nome               | da              | Modalità                   |
| ---------------- | ------------------ | --------------- | -------------------------- |
| P                | Marcus Bettinelli  |                 | svincolato                 |
| D                | Fikayo Tomori      | Milan           | fine prestito              |
| C                | Saúl Ñíguez        | Atlético Madrid | prestito (5 milioni €)     |
| A                | Romelu Lukaku      | Inter           | definitivo (115 milioni €) |
| Altre operazioni |                    |                 |                            |
| R.               | Nome               | da              | Modalità                   |
| D                | Ethan Ampadu       | Sheffield Utd   | fine prestito              |
| D                | Abdul Rahman Baba  | PAOK            | fine prestito              |
| D                | Jake Clarke-Salter | Birmingham City | fine prestito              |
| D                | Matt Miazga        | Anderlecht      | fine prestito              |
| D                | Malang Sarr        | Porto           | fine prestito              |
| D                | Davide Zappacosta  | Genoa           | fine prestito              |
| C                | Tiemoué Bakayoko   | Napoli          | fine prestito              |
| C                | Lewis Baker        | Trabzonspor     | fine prestito              |
| C                | Danny Drinkwater   | Kasımpaşa       | fine prestito              |
| C                | Kenedy             | Granada         | fine prestito              |
| C                | Danilo Pantić      | Čukarički       | fine prestito              |
| C                | Marco van Ginkel   | PSV             | fine prestito              |
| A                | Michy Batshuayi    | Crystal Palace  | fine prestito              |

| Cessioni         | Cessioni           | Cessioni        | Cessioni                    |
| R.               | Nome               | a               | Modalità                    |
| ---------------- | ------------------ | --------------- | --------------------------- |
| P                | Willy Caballero    |                 | svincolato                  |
| D                | Fikayo Tomori      | Milan           | definitivo (29,2 milioni €) |
| D                | Emerson Palmieri   | Olympique Lione | prestito (500 mila €)       |
| D                | Kurt Zouma         | West Ham Utd    | definitivo (35 milioni €)   |
| A                | Tammy Abraham      | Roma            | definitivo (40 milioni €)   |
| A                | Olivier Giroud     | Milan           | definitivo (1 milione €)    |
| Altre operazioni |                    |                 |                             |
| R.               | Nome               | a               | Modalità                    |
| P                | Jamal Blackman     |                 | svincolato                  |
| D                | Ethan Ampadu       | Venezia         | prestito                    |
| D                | Abdul Rahman Baba  | Reading         | prestito                    |
| D                | Jake Clarke-Salter | Coventry City   | prestito                    |
| D                | Matt Miazga        | Alavés          | prestito                    |
| D                | Davide Zappacosta  | Atalanta        | definitivo (9 milioni €)    |
| C                | Tiemoué Bakayoko   | Milan           | prestito (2 milioni €)      |
| C                | Danny Drinkwater   | Reading         | prestito                    |
| C                | Billy Gilmour      | Norwich City    | prestito                    |
| C                | Kenedy             | Flamengo        | prestito (500 mila €)       |
| C                | Victor Moses       | Spartak Mosca   | definitivo (5 milioni €)    |
| C                | Danilo Pantić      |                 | svincolato                  |
| C                | Marco van Ginkel   |                 | svincolato                  |
| C                | Izzy Brown         | Preston N.E.    | prestito                    |
| A                | Michy Batshuayi    | Beşiktaş        | prestito                    |

### Sessione invernale
| Acquisti | Acquisti | Acquisti | Acquisti      |
| R.       | Nome     | da       | Modalità      |
| -------- | -------- | -------- | ------------- |
| C        | Kenedy   | Flamengo | fine prestito |

| Cessioni | Cessioni    | Cessioni   | Cessioni   |
| R.       | Nome        | a          | Modalità   |
| -------- | ----------- | ---------- | ---------- |
| C        | Lewis Baker | Stoke City | definitivo |

## Risultati

### Premier League

#### Girone di andata
| Arbitro: | Moss |

|                                     |           |  |
| Alonso 27’ Pulisic 40’ Chalobah 58’ | Marcatori |  |

| Arbitro: | Tierney |

|  |           |                      |
|  | Marcatori | 15’ Lukaku 35’ James |

| Arbitro: | Taylor |

|                    |           |             |
| Salah 45+5’ (rig.) | Marcatori | 22’ Havertz |

| Arbitro: | Attwell |

|                               |           |  |
| Lukaku 15’, 90+3’ Kovačić 49’ | Marcatori |  |

| Arbitro: | Tierney |

|  |           |                                          |
|  | Marcatori | 49’ Thiago Silva 57’ Kanté 90+2’ Rüdiger |

| Arbitro: | Oliver |

|  |           |           |
|  | Marcatori | 53’ Jesus |

| Arbitro: | Atkinson |

|                                     |           |                        |
| Chalobah 9’ Werner 84’ Chilwell 89’ | Marcatori | 61’ (rig.) Ward-Prowse |

| Arbitro: | Taylor |

|  |           |              |
|  | Marcatori | 45’ Chilwell |

| Arbitro: | Madley |

|                                                                                      |           |  |
| Mount 8’, 85’ (rig.), 90+1’ Hudson-Odoi 18’ James 42’ Chilwell 57’ Aarons 62’ (aut.) | Marcatori |  |

| Arbitro: | Tierney |

|  |           |                                    |
|  | Marcatori | 65’, 77’ James 81’ (rig.) Jorginho |

| Arbitro: | Marriner |

|             |           |           |
| Havertz 33’ | Marcatori | 79’ Vydra |

| Arbitro: | Tierney |

|  |           |                                   |
|  | Marcatori | 14’ Rüdiger 28’ Kanté 71’ Pulisic |

| Arbitro: | Taylor |

|                     |           |            |
| Jorginho 69’ (rig.) | Marcatori | 50’ Sancho |

| Arbitro: | Coote |

|            |           |                      |
| Dennis 43’ | Marcatori | 29’ Mount 72’ Ziyech |

| Arbitro: | Marriner |

|                                          |           |                     |
| Lanzini 40’ (rig.) Bowen 56’ Masuaku 87’ | Marcatori | 28’ Silva 44’ Mount |

| Arbitro: | Kavanagh |

|                                             |           |                                  |
| Mount 42’ Jorginho 58’ (rig.), 90+4’ (rig.) | Marcatori | 28’ (rig.) Raphinha 83’ Gelhardt |

| Arbitro: | Oliver |

|           |           |                 |
| Mount 70’ | Marcatori | 74’ Branthwaite |

| Wolverhampton 19 dicembre 2021, ore 14:00 GMT 18ª giornata | Wolverhampton | 0 – 0 referto | Chelsea | Molineux Stadium (30 631 spett.)\| Arbitro: \| Coote \| |
| Arbitro:                                                   | Coote         |               |         |                                                         |

| Arbitro: | Atkinson |

|                  |           |                                              |
| James 28’ (aut.) | Marcatori | 34’ (rig.), 90+3’ (rig.) Jorginho 56’ Lukaku |

#### Girone di ritorno
| Arbitro: | Dean |

|            |           |               |
| Lukaku 28’ | Marcatori | 90+1’ Welbeck |

| Arbitro: | Taylor |

|                           |           |                   |
| Kovačić 42’ Pulisic 45+1’ | Marcatori | 9’ Mané 26’ Salah |

| Arbitro: | Pawson |

|               |           |  |
| De Bruyne 70’ | Marcatori |  |

| Arbitro: | Tierney |

|                             |           |  |
| Ziyech 47’ Thiago Silva 55’ | Marcatori |  |

| Arbitro: | Friend |

|             |           |            |
| Webster 60’ | Marcatori | 28’ Ziyech |

| Arbitro: | Moss |

|                            |           |                                                   |
| Werner 17’ Azpilicueta 32’ | Marcatori | 13’, 57’ Nketiah 27’ Smith Rowe 90+2’ (rig.) Saka |

| Arbitro: | Coote |

|  |           |            |
|  | Marcatori | 89’ Ziyech |

| Arbitro: | Atwell |

|            |           |             |
| Alonso 34’ | Marcatori | 6’ Maddison |

| Arbitro: | Marriner |

|  |           |                                        |
|  | Marcatori | 47’ James 53’, 55’ Havertz 69’ Pulisic |

| Arbitro: | Coote |

|             |           |  |
| Havertz 89’ | Marcatori |  |

| Arbitro: | Atkinson |

|                  |           |                                   |
| Pukki 69’ (rig.) | Marcatori | 3’ Chalobah 14’ Mount 90’ Havertz |

| Arbitro: | Madley |

|             |           |                                       |
| Rüdiger 48’ | Marcatori | 50’, 60’ Janelt 54’ Eriksen 87’ Wissa |

| Arbitro: | Friend |

|  |           |                                                      |
|  | Marcatori | 6’ Alonso 16’, 54’ Mount 21’, 49’ Werner 31’ Havertz |

| Arbitro: | Taylor |

|  |           |                                 |
|  | Marcatori | 4’ Mount 55’ Pulisic 83’ Lukaku |

| Arbitro: | Oliver |

|             |           |  |
| Pulisic 90’ | Marcatori |  |

| Arbitro: | Friend |

|                 |           |  |
| Richarlison 47’ | Marcatori |  |

| Arbitro: | Bankes |

|                        |           |                         |
| Lukaku 56’ (rig.), 58’ | Marcatori | 79’ Trincão 90+7’ Coady |

| Arbitro: | Dean |

|             |           |            |
| Ronaldo 62’ | Marcatori | 60’ Alonso |

| Arbitro: | Dean |

|                           |           |             |
| Havertz 11’ Barkley 90+1’ | Marcatori | 87’ Gosling |

### FA Cup
| Arbitro: | Gillet |

|                                                                        |           |            |
| Werner 6’ Hudson-Odoi 18’ Lukaku 20’ Christensen 39’ Ziyech 55’ (rig.) | Marcatori | 80’ Asante |

| Arbitro: | Hooper |

|                               |           |               |
| Azpilicueta 41’ Alonso 105+1’ | Marcatori | 8’ Gillesphey |

| Arbitro: | Bankes |

|                      |           |                                |
| Burke 2’ Cornick 40’ | Marcatori | 27’ Saúl 68’ Werner 78’ Lukaku |

| Arbitro: | Tierney |

|  |           |                       |
|  | Marcatori | 15’ Lukaku 31’ Ziyech |

| Arbitro: | Taylor |

|                            |           |  |
| Loftus-Cheek 65’ Mount 76’ | Marcatori |  |

| Arbitro: | Pawson |

|                                                        |                      |                                                           |
| Alonso Azpilicueta James Barkley Jorginho Ziyech Mount | Tiri di rigore 5 – 6 | Milner Thiago Firmino Alexander-Arnold Mané Jota Tsimikas |

### EFL Cup
| Arbitro: | Scott |

|                                     |                      |                                      |
| Werner 54’                          | Marcatori            | 64’ Archer                           |
| Lukaku Mount Barkley Chilwell James | Tiri di rigore 4 – 3 | El Ghazi Young Nakamba Konsa Buendía |

| Arbitro: | Friend |

|                                         |                      |                                           |
| Havertz 44’                             | Marcatori            | 47’ Adams                                 |
| Alonso Mount Hudson-Odoi Chilwell James | Tiri di rigore 4 – 3 | A. Armstrong Walcott Long Smallbone Romeu |

| Arbitro: | Marriner |

|  |           |                                        |
|  | Marcatori | 80’ (aut.) Jansson 85’ (rig.) Jorginho |

| Arbitro: | Pawson |

|                              |           |  |
| Havertz 5’ Davies 34’ (aut.) | Marcatori |  |

| Arbitro: | Marriner |

|  |           |             |
|  | Marcatori | 18’ Rüdiger |

| Arbitro: | Attwell |

|                                                                                              |                        |                                                                                             |
| Alonso Lukaku Havertz James Jorginho Rüdiger Kanté Werner Thiago Silva Chalobah Arrizabalaga | Tiri di rigore 10 – 11 | Milner Fabinho Van Dijk Alexander-Arnold Salah Jota Origi Robertson Elliott Konaté Kelleher |

### UEFA Champions League

#### Fase a gironi
| Arbitro: | Frankowski |

|            |           |  |
| Lukaku 69’ | Marcatori |  |

| Arbitro: | Gil Manzano |

|            |           |  |
| Chiesa 46’ | Marcatori |  |

| Arbitro: | Letexier |

|                                                            |           |  |
| Christensen 9’ Jorginho 21’ (rig.), 57’ (rig.) Havertz 48’ | Marcatori |  |

| Arbitro: | Brych |

|  |           |            |
|  | Marcatori | 56’ Ziyech |

| Arbitro: | Jovanović |

|                                                     |           |  |
| Chalobah 25’ James 55’ Hudson-Odoi 58’ Werner 90+5’ | Marcatori |  |

| Arbitro: | Gözübüyük |

|                                       |           |                           |
| Claudinho 38’ Azmoun 41’ Ozdoev 90+4’ | Marcatori | 2’, 85’ Werner 62’ Lukaku |

#### Fase a eliminazione diretta
| Arbitro: | Gil Manzano |

|                        |           |  |
| Havertz 8’ Pulisic 63’ | Marcatori |  |

| Arbitro: | Massa |

|                   |           |                               |
| Yılmaz 38’ (rig.) | Marcatori | 45+3’ Pulisic 71’ Azpilicueta |

| Arbitro: | Turpin |

|             |           |                       |
| Havertz 40’ | Marcatori | 21’, 24’, 46’ Benzema |

| Arbitro: | Marciniak |

|                         |           |                                  |
| Rodrygo 80’ Benzema 96’ | Marcatori | 15’ Mount 51’ Rüdiger 75’ Werner |

### Supercoppa UEFA
| Arbitro: | Karasëv |

|                                                           |                      |                                                   |
| Ziyech 27’                                                | Marcatori            | 73’ G. Moreno                                     |
| Havertz Azpilicueta Alonso Mount Jorginho Pulisic Rüdiger | Tiri di rigore 6 – 5 | G. Moreno Mandi Estupiñán Gómez Raba Foyth Albiol |

### Coppa del mondo per club FIFA 2021
| Arbitro: | Ramos |

|  |           |            |
|  | Marcatori | 32’ Lukaku |

| Arbitro: | Beath |

|                                |           |                  |
| Lukaku 54’ Havertz 117’ (rig.) | Marcatori | 64’ (rig.) Veiga |

## Statistiche

### Statistiche di squadra
Statistiche aggiornate al 22 maggio 2022.
| Competizione             | Punti | In casa | In casa | In casa | In casa | In casa | In casa | In trasferta | In trasferta | In trasferta | In trasferta | In trasferta | In trasferta | Totale | Totale | Totale | Totale | Totale | Totale | DR  |
| Competizione             | Punti | G       | V       | N       | P       | Gf      | Gs      | G            | V            | N            | P            | Gf           | Gs           | G      | V      | N      | P      | Gf     | Gs     | DR  |
| ------------------------ | ----- | ------- | ------- | ------- | ------- | ------- | ------- | ------------ | ------------ | ------------ | ------------ | ------------ | ------------ | ------ | ------ | ------ | ------ | ------ | ------ | --- |
| Premier League           | 74    | 19      | 9       | 7       | 3       | 37      | 22      | 19           | 12           | 4            | 3            | 39           | 11           | 38     | 21     | 11     | 6      | 76     | 33     | +43 |
| FA Cup                   | -     | 3       | 3       | 0       | 0       | 9       | 2       | 2            | 2            | 0            | 0            | 5            | 2            | 6      | 5      | 1      | 0      | 14     | 4      | +10 |
| League Cup               | -     | 3       | 1       | 2       | 0       | 4       | 2       | 2            | 2            | 0            | 0            | 3            | 0            | 6      | 3      | 3      | 0      | 7      | 2      | +5  |
| Champions League         | 13    | 4       | 4       | 0       | 0       | 11      | 0       | 4            | 2            | 1            | 1            | 6            | 5            | 8      | 6      | 1      | 1      | 17     | 5      | +12 |
| Supercoppa UEFA          | -     | 0       | 0       | 0       | 0       | 0       | 0       | 0            | 0            | 0            | 0            | 0            | 0            | 1      | 0      | 1      | 0      | 1      | 1      | 0   |
| Coppa del mondo per club | -     | 0       | 0       | 0       | 0       | 0       | 0       | 0            | 0            | 0            | 0            | 0            | 0            | 2      | 2      | 0      | 0      | 3      | 1      | +2  |
| Totale                   | -     | 29      | 17      | 9       | 3       | 61      | 26      | 27           | 18           | 5            | 4            | 53           | 18           | 61     | 37     | 17     | 7      | 118    | 46     | +72 |

### Andamento in campionato
| Giornata  | 1 | 2 | 3 | 4 | 5 | 6 | 7 | 8 | 9 | 10 | 11 | 12 | 13 | 14 | 15 | 16 | 17 | 18 | 19 | 20 | 21 | 22 | 23 | 24 | 25 | 26 | 27 | 28 | 29 | 30 | 31 | 32 | 33 | 34 | 35 | 36 | 37 | 38 |
| --------- | - | - | - | - | - | - | - | - | - | -- | -- | -- | -- | -- | -- | -- | -- | -- | -- | -- | -- | -- | -- | -- | -- | -- | -- | -- | -- | -- | -- | -- | -- | -- | -- | -- | -- | -- |
| Luogo     | C | T | T | C | T | C | C | T | C | T  | C  | T  | C  | T  | T  | C  | C  | T  | T  | C  | C  | T  | C  | T  | C  | T  | C  | T  | C  | T  | C  | T  | T  | C  | T  | C  | T  | C  |
| Risultato | V | V | N | V | V | P | V | V | V | V  | N  | V  | N  | V  | P  | V  | N  | N  | V  | N  | N  | P  | V  | N  | P  | V  | N  | V  | V  | V  | P  | V  | V  | V  | P  | N  | N  | V  |
| Posizione | 2 | 2 | 4 | 2 | 1 | 3 | 1 | 1 | 1 | 1  | 1  | 1  | 1  | 1  | 3  | 3  | 3  | 3  | 3  | 2  | 2  | 3  | 3  | 3  | 3  | 3  | 3  | 3  | 3  | 3  | 3  | 3  | 3  | 3  | 3  | 3  | 3  | 3  |

Legenda:

Luogo: C = Casa; T = Trasferta. Risultato: V = Vittoria; N = Pareggio; P = Sconfitta.

### Statistiche dei giocatori
Sono in corsivo i calciatori che hanno lasciato la società a stagione in corso.
| Giocatore       | Premier League | Premier League | Premier League | Premier League | FA Cup Football League Cup | FA Cup Football League Cup | FA Cup Football League Cup | FA Cup Football League Cup | UEFA Champions League | UEFA Champions League | UEFA Champions League | UEFA Champions League | Supercoppa UEFA Coppa del mondo per club | Supercoppa UEFA Coppa del mondo per club | Supercoppa UEFA Coppa del mondo per club | Supercoppa UEFA Coppa del mondo per club | Totale   | Totale | Totale      | Totale     |
| Giocatore       | Presenze       | Reti           | Ammonizioni    | Espulsioni     | Presenze                   | Reti                       | Ammonizioni                | Espulsioni                 | Presenze              | Reti                  | Ammonizioni           | Espulsioni            | Presenze                                 | Reti                                     | Ammonizioni                              | Espulsioni                               | Presenze | Reti   | Ammonizioni | Espulsioni |
| --------------- | -------------- | -------------- | -------------- | -------------- | -------------------------- | -------------------------- | -------------------------- | -------------------------- | --------------------- | --------------------- | --------------------- | --------------------- | ---------------------------------------- | ---------------------------------------- | ---------------------------------------- | ---------------------------------------- | -------- | ------ | ----------- | ---------- |
| T. Abraham      | 0              | 0              | 0              | 0              | 0                          | 0                          | 0                          | 0                          | 0                     | 0                     | 0                     | 0                     | 0                                        | 0                                        | 0                                        | 0                                        | 0        | 0      | 0           | 0          |
| M. Alonso       | 28             | 4              | 8              | 0              | 3+5                        | 1+0                        | 0                          | 0                          | 8                     | 0                     | 1                     | 0                     | 1+1                                      | 0                                        | 0                                        | 0                                        | 46       | 5      | 9           | 0          |
| E. Ampadu       | 0              | 0              | 0              | 0              | 0                          | 0                          | 0                          | 0                          | 0                     | 0                     | 0                     | 0                     | 0                                        | 0                                        | 0                                        | 0                                        | 0        | 0      | 0           | 0          |
| T. Anjorin      | 0              | 0              | 0              | 0              | 0                          | 0                          | 0                          | 0                          | 0                     | 0                     | 0                     | 0                     | 0                                        | 0                                        | 0                                        | 0                                        | 0        | 0      | 0           | 0          |
| K. Arrizabalaga | 4              | -2             | 0              | 0              | 2+6                        | -3+-2                      | 0                          | 0                          | 1                     | -3                    | 0                     | 0                     | 1+1                                      | 0                                        | 1+0                                      | 0                                        | 15       | -10    | 1           | 0          |
| C. Azpilicueta  | 27             | 1              | 3              | 0              | 4+4                        | 1+0                        | 0                          | 0                          | 9                     | 1                     | 2                     | 0                     | 1+2                                      | 0                                        | 0                                        | 0                                        | 47       | 3      | 5           | 0          |
| L. Baker        | 0              | 0              | 0              | 0              | 1+0                        | 0                          | 0                          | 0                          | 0                     | 0                     | 0                     | 0                     | 0                                        | 0                                        | 0                                        | 0                                        | 1        | 0      | 0           | 0          |
| R. Barkley      | 6              | 1              | 0              | 0              | 2+3                        | 0                          | 0                          | 0                          | 3                     | 0                     | 0                     | 0                     | 0                                        | 0                                        | 0                                        | 0                                        | 14       | 1      | 0           | 0          |
| L. Bergström    | 0              | 0              | 0              | 0              | 0                          | 0                          | 0                          | 0                          | 0                     | 0                     | 0                     | 0                     | 0                                        | 0                                        | 0                                        | 0                                        | 0        | 0      | 0           | 0          |
| M. Bettinelli   | 0              | 0              | 0              | 0              | 1+0                        | 0+-1                       | 0                          | 0                          | 0                     | 0                     | 0                     | 0                     | 0                                        | 0                                        | 0                                        | 0                                        | 1        | -1     | 0           | 0          |
| T. Chalobah     | 20             | 3              | 2              | 0              | 2+4                        | 0                          | 0                          | 0                          | 3                     | 1                     | 1                     | 0                     | 1+0                                      | 0                                        | 0                                        | 0                                        | 30       | 4      | 3           | 0          |
| B. Chilwell     | 7              | 3              | 0              | 0              | 0+2                        | 0                          | 0                          | 0                          | 4                     | 0                     | 0                     | 0                     | 0                                        | 0                                        | 0                                        | 0                                        | 13       | 3      | 0           | 0          |
| A. Christensen  | 19             | 0              | 2              | 0              | 3+1                        | 1+0                        | 0                          | 0                          | 8                     | 1                     | 0                     | 0                     | 1+2                                      | 0                                        | 0                                        | 0                                        | 34       | 2      | 2           | 0          |
| L. Hall         | 0              | 0              | 0              | 0              | 1+0                        | 0                          | 0                          | 0                          | 0                     | 0                     | 0                     | 0                     | 0                                        | 0                                        | 0                                        | 0                                        | 1        | 0      | 0           | 0          |
| K. Havertz      | 29             | 8              | 3              | 0              | 3+3                        | 0+2                        | 2+1                        | 0                          | 9                     | 3                     | 1                     | 0                     | 1+2                                      | 0+1                                      | 0+1                                      | 0                                        | 47       | 14     | 8           | 0          |
| C. Hudson-Odoi  | 15             | 1              | 1              | 0              | 3+3                        | 1+0                        | 0                          | 0                          | 5                     | 1                     | 1                     | 0                     | 1+1                                      | 0                                        | 0                                        | 0                                        | 28       | 3      | 2           | 0          |
| R. James        | 26             | 5              | 4              | 1              | 3+4                        | 0                          | 1+1                        | 0                          | 6                     | 1                     | 1                     | 0                     | 0                                        | 0                                        | 0                                        | 0                                        | 39       | 6      | 7           | 1          |
| Jorginho        | 29             | 6              | 5              | 0              | 4+4                        | 0+1                        | 1+0                        | 0                          | 8                     | 2                     | 0                     | 0                     | 1+1                                      | 0                                        | 0                                        | 0                                        | 47       | 9      | 6           | 0          |
| N. Kanté        | 26             | 2              | 2              | 0              | 3+4                        | 0                          | 0+1                        | 0                          | 6                     | 0                     | 0                     | 0                     | 1+2                                      | 0                                        | 0                                        | 0                                        | 42       | 2      | 3           | 0          |
| Kenedy          | 1              | 0              | 0              | 0              | 2+0                        | 0                          | 0                          | 0                          | 0                     | 0                     | 0                     | 0                     | 0                                        | 0                                        | 0                                        | 0                                        | 3        | 0      | 0           | 0          |
| M. Kovačić      | 25             | 2              | 4              | 0              | 5+5                        | 0                          | 0+1                        | 0                          | 6                     | 0                     | 0                     | 0                     | 1+2                                      | 0                                        | 0+1                                      | 0                                        | 44       | 2      | 6           | 0          |
| R. Loftus-Cheek | 24             | 0              | 1              | 0              | 5+3                        | 1+0                        | 0                          | 0                          | 8                     | 0                     | 2                     | 0                     | 0                                        | 0                                        | 0                                        | 0                                        | 40       | 1      | 3           | 0          |
| R. Lukaku       | 26             | 8              | 1              | 0              | 6+4                        | 3                          | 0                          | 0                          | 6                     | 2                     | 0                     | 0                     | 0+2                                      | 0+2                                      | 0                                        | 0                                        | 44       | 15     | 1           | 0          |
| E. Mendy        | 34             | -31            | 3              | 0              | 3+1                        | 0                          | 0                          | 0                          | 9                     | -7                    | 0                     | 0                     | 1+1                                      | -1+-1                                    | 0                                        | 0                                        | 49       | -40    | 3           | 0          |
| M. Mount        | 32             | 11             | 4              | 0              | 5+6                        | 1+0                        | 0                          | 0                          | 7                     | 1                     | 0                     | 0                     | 1+2                                      | 0                                        | 0                                        | 0                                        | 53       | 13     | 4           | 0          |
| S. Ñíguez       | 10             | 0              | 1              | 0              | 3+4                        | 1+0                        | 1+1                        | 0                          | 5                     | 0                     | 0                     | 0                     | 0+1                                      | 0                                        | 0                                        | 0                                        | 23       | 1      | 3           | 0          |
| E. Palmieri     | 1              | 0              | 0              | 0              | 0                          | 0                          | 0                          | 0                          | 0                     | 0                     | 0                     | 0                     | 0                                        | 0                                        | 0                                        | 0                                        | 1        | 0      | 0           | 0          |
| C. Pulisic      | 22             | 6              | 2              | 0              | 4+3                        | 0                          | 0                          | 0                          | 7                     | 2                     | 0                     | 0                     | 1+1                                      | 0                                        | 0                                        | 0                                        | 38       | 8      | 2           | 0          |
| A. Rüdiger      | 34             | 3              | 9              | 0              | 5+3                        | 0+1                        | 0                          | 0                          | 9                     | 1                     | 2                     | 0                     | 1+2                                      | 0                                        | 1+0                                      | 0                                        | 54       | 5      | 12          | 0          |
| M. Sarr         | 8              | 0              | 2              | 0              | 4+5                        | 0                          | 0+2                        | 0                          | 2                     | 0                     | 0                     | 0                     | 0+2                                      | 0                                        | 0                                        | 0                                        | 21       | 0      | 4           | 0          |
| T. Silva        | 32             | 3              | 2              | 0              | 3+2                        | 0                          | 0                          | 0                          | 9                     | 0                     | 1                     | 0                     | 0+2                                      | 0                                        | 0                                        | 0                                        | 48       | 3      | 3           | 0          |
| X. Simons       | 0              | 0              | 0              | 0              | 0+1                        | 0                          | 0                          | 0                          | 0                     | 0                     | 0                     | 0                     | 0                                        | 0                                        | 0                                        | 0                                        | 1        | 0      | 0           | 0          |
| J. Soonsup-Bell | 0              | 0              | 0              | 0              | 0+1                        | 0                          | 0                          | 0                          | 0                     | 0                     | 0                     | 0                     | 0                                        | 0                                        | 0                                        | 0                                        | 1        | 0      | 0           | 0          |
| H. Vale         | 0              | 0              | 0              | 0              | 3+2                        | 0                          | 0+1                        | 0                          | 0                     | 0                     | 0                     | 0                     | 0                                        | 0                                        | 0                                        | 0                                        | 5        | 0      | 1           | 0          |
| T. Werner       | 21             | 4              | 1              | 0              | 5+4                        | 2+1                        | 0                          | 0                          | 5                     | 4                     | 0                     | 0                     | 1+1                                      | 0                                        | 0                                        | 0                                        | 37       | 11     | 1           | 0          |
| H. Ziyech       | 23             | 4              | 3              | 0              | 5+4                        | 2                          | 0                          | 0                          | 9                     | 1                     | 2                     | 0                     | 1+2                                      | 1+0                                      | 0                                        | 0                                        | 44       | 8      | 5           | 0          |
| K. Zouma        | 0              | 0              | 0              | 0              | 0                          | 0                          | 0                          | 0                          | 0                     | 0                     | 0                     | 0                     | 1+0                                      | 0                                        | 0                                        | 0                                        | 1        | 0      | 0           | 0          |